# Richard Z. Kruspe
Richard Zven Kruspe (Wittenberge, República Democrática Alemana, 24 de junio de 1967) es un músico alemán, guitarrista de la banda alemana Rammstein y la neoyorquina Emigrate, en la que además canta en inglés.

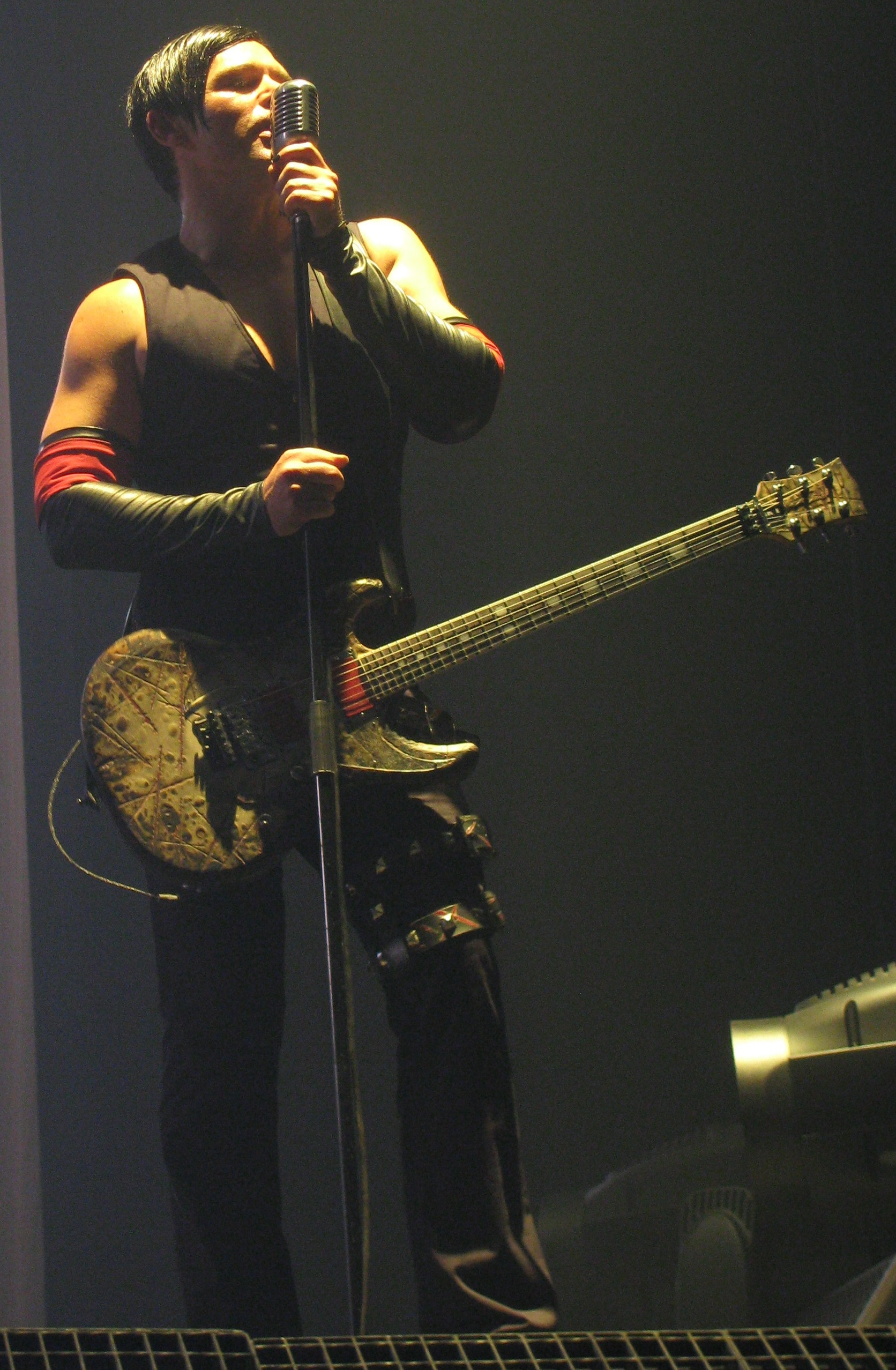
Richard Z Kruspe.

## Biografía
Nació en Wittenberge, Alemania Oriental, actual estado de Brandeburgo, Fue nombrado Sven al nacer, pero luego cambió su nombre a Richard, ya que cree que todos deberían poder cambiar su nombre si así lo desean. Sus padres se divorciaron cuando él era joven, y su madre se volvió a casar; Kruspe no se llevaba bien con su padrastro. La familia se mudó a la aldea de Weisen cuando Richard era joven. Debido a su mala relación con su padrastro, Richard a menudo se escapaba de casa en su preadolescencia, durmiendo en bancos de parque. Más tarde se metió en la lucha libre como una forma de canalizar su ira, y recibió formación profesional como cocinero.
A la edad de dieciséis años,Richard y algunos amigos visitaron Checoslovaquia, donde compró una guitarra. Originalmente había planeado venderla, ya que era muy costosa y pensó que podría obtener un buen beneficio de ello. Sin embargo, una vez que regresó a Alemania del Este, una chica que conoció en un campamento le pidió que la tocara. Él le dijo que no sabía tocar; sin embargo, ella siguió insistiendo, por lo que Kruspe comenzó a rasguear. Él recordó, "cuanto más tocaba, más emocionada estaba. Algo hizo clic en mi cabeza y me di cuenta de que a las chicas les gustan los chicos que tocan la guitarra". Esto lo interesó en tocar la guitarra y como resultado, comenzó a tocar todos los días y noches durante los próximos dos años.
En 1985, aburrido de la apática escena musical de su ciudad natal, Kruspe se mudó a Berlín Oriental y vivió en Lychener Straße, donde "hacía música todo el día". Durante dos años, vivió en un departamento con una batería y una guitarra, e hizo música solo porque no conocía a nadie allí. "Fue un tiempo solitario", según Kruspe, pero lo usó para explorar la música.

## Carrera musical
El 10 de octubre de 1989, antes de la caída del Muro de Berlín, Kruspe viajaba en el metro. Después de regresar a la superficie, se encontró en medio de una manifestación política. Fue golpeado en la cabeza y arrestado solo por estar allí, y encarcelado durante seis días. Una vez fuera de la cárcel, decidió abandonar Alemania Oriental. Debido al Bloque del Este, ingresó a Alemania Occidental a través de la frontera de Hungría y Austria. Cuando cayó el Muro de Berlín, volvió a Berlín Oriental.
La primera banda de Kruspe, Das Elegante Chaos, se formó a fines de la década de 1980. La banda tocó en vivo con otras bandas como First Arsch (en la que Till Lindemann era baterista). En 1989, cuando Kruspe tenía 22 años, la banda grabó algunas canciones; Estas canciones fueron lanzadas más tarde en 2011 en el álbum Lyrik por Dachboden-Records. En busca de una experiencia más independiente, Kruspe formó Orgasm Death Gimmick, que funcionó entre 1991 y 1993; Orgasm Death Gimmick lanzó tres cintas de demostración y una cinta promocional a través de su etiqueta, Wydoks, antes de disolverse.
Durante su carrera, Kruspe también apareció en lanzamientos de otras bandas como First Arsch. Finalmente, Rammstein se formó en 1994, cuando Kruspe, que vivía con Oliver Riedel y Christoph Schneider en ese momento, estaba buscando una nueva banda para crear un nuevo estilo de música.

## Vida personal
Tiene dos hermanas mayores y un hermano menor. Richard contrajo matrimonio con la actriz Caron Bernstein el 29 de octubre de 1999. La ceremonia fue judía y Richard compuso la música.[cita requerida] Tomó el nombre Richard Kruspe-Bernstein durante el tiempo que duró su matrimonio. Al separarse en el 2004 recuperó el apellido 'Kruspe'.
La primera hija de Kruspe nació el 28 de febrero de 1991 y se llama Khira Li Lindemann.[cita requerida] Tiene el apellido 'Lindemann' porque su madre estuvo previamente casada con el vocalista de Rammstein, Till Lindemann, cuyo apellido mantuvo tras divorciarse de él. Kruspe y la madre de Khira Li nunca llegaron a casarse. En 1998, Khira Li apareció en la presentación de la canción Tier de Rammstein en Live aus Berlin. También colaboró en los coros de Spieluhr, del álbum Mutter (2001).
El 10 de diciembre de 1992 nació su hijo Merlin Esra Besson. 
La segunda hija de Richard y el tercer hijo, nació el 28 de septiembre de 2011, se llama Maxime Alaska Bossieux. Su madre es Margaux Bossieux, su expareja (se separaron a principios del 2019) . Ella es bajista de la banda punk "Dirty Mary" y actualmente de la banda Emigrate, en la que también participa como corista.
Sus padres fueron Dieter Kruspe (04/03/1941-10/01/2023) y Helga Müller Schlinsog (1925-2010)
Desde otoño de 2005, el fabricante de guitarras ESP comercializa un modelo llamado ESP RZK-1 Richard Kruspe Signature.

## Equipo
Guitarras
Principales instrumentos de Richard para viajar son guitarras ESP, pero ha utilizado guitarras diferentes en el pasado.
- ESP-1 RZK Richard Kruspe: guitarra eléctrica. (Titanio, Olympic White, Negro satinado, y los acabados "quemados") se redujo de afinación C durante la gira Reise Reise, Standard, 'http://en.wikipedia.org/wiki/Drop_D_tuning, y drop C para la gira Liebe Ist für alle da (2004-2005, 2008-2010 ) Richard también tiene otro modelo RZK que tiene un trabajo de pintura personalizada para el vídeo de Ich Tu Dir Weh. Esta guitarra también fue ofrecido en la gira 2009-2010 LIFAD.

- ESP / LTD RZK-600: La versión LTD de la RZK-1. Richard posiblemente no utiliza este, pero es un modelo más asequible de la RZK-1.

- ESP RZK-2 (2009-2010) y la costumbre de titanio con acabado "quemado". Visto en el video musical de Pussy, basado en el ESP RZK-1, con un cuerpo de EE. UU. Eclipse, y 24.75 del cuello, (Eliminado C ajuste y puesta a punto estándar E)

- ESP KH-2 Kirk Hammett Firma guitarra eléctrica: (Negro, Normal y afinación en D) (1997-2000)

- ESP KH-2 Kirk Hammett Electric Guitar: firma con la personalización de guardia de KH-4 pick (Negro con Pearl Pickguard [también un modelo con un espejo golpeador] Abandonó la afinación en C antes de usar el RZK-1, Standard, drop D) (2001-2005)

- ESP EC-1000 Electric Guitar: (See-thru Negro Cherry, Eliminado D) (2001-2002, 2004-2005)

- ESP Custom Emigrate Eclipse Electric Guitar: (2007, Eliminado C) (Se puede ver en el video musical de My World, posiblemente un modded Truckster ESP)

- ESP Eclipse CTM1 Electric Guitar: (Vintage Negro, bajó C) (2004-2005)

- ESP Custom Maverick: (plata con perlas de Golpeador, drop D) (2002, 2004-2005)

- ESP 901: (Sunburst Roja y Sunbust Tabaco) (1994 - 1998 [Cherry Sunburst] Estándar / Abandonado D) (1997 [Sunburst tabaco] Estándar)

- ESP AW-500 Kozi Signature: guitarra eléctrica [2] (2002, Eliminado D)

- Fender Stratocaster: (Sunburst tabaco) (1996, Norma)

- Takamine guitarra acústica EF341SC: (2004-2005, afinación en C)

- Gibson J-200: (2009-2010), Pauta D)

- Gretsch White Falcon: Utilizada para algunos riff de Emigrate.

Amplificadores y efectos
- Misc La mayoría de las unidades de rack y pedales que utiliza no figuran

Rath-Amp Amplificadores (Antes de 1995/1996)
- Mesa / Boogie  2 de doble canal rectificador Jefes (con los mods Voodoo Amps Platinum) (1995-1996 {?} - 2005, 2008-2010) <Nota> Él es dueño de cinco (5) Amps Voodoo modificado de 2 canales Jefes Dual Rectifier. Primeras imágenes de conocidos de él con Mesa / Boogie El equipo está en una actuación de Rammstein en el Festival de 1996 Bizarre, que puede ser un Mesa Boogie Dual Rectifier altavoz 4x12 visto detrás de él, en la parte superior de una caja de altavoces Marshall 4x12. También es dueño de 2 Pre-500 de doble cara pintada de negro rectificadores, que se utilizan para realizar la grabación.

- Marshall y Mesa / Boogie 4x12 Gabinetes. Se puede observar por medio de una pared de la Mesa Boogie 4x12 Gabinetes en el video musical de Pussy.
- Soldano Decatone cabeza (-???)
- Soldano Avenger 100 cabezas. (-???)
- Desconocido cabeza Marshall. (-???)

- TC Electronic Nova Delay
- Digitech Whammy (Se puede escuchar en las pistas de Stein um Stein, Zerstören y Liebe für alle da ista, posiblemente, también ofrece la desafinación de Drop D en Drop C durante actuaciones en directo de Rammlied.)

- Roland JC-120 Combo (-??? 2008) (usados en el estudio.)
- Dunlop Crybaby DCR-2SR rack Wah con pedal DCR-1FC
- Tech 21 SansAmp PSA-1
- Richard Kruspe Z SIT Cuerdas Firma

## Discografía

### Rammstein
- Herzeleid (1995)
- Sehnsucht (1997)
- Mutter (2001)
- Reise, Reise (2004)
- Rosenrot (2005)
- Liebe ist für alle da (2009)
- Rammstein (2019)
- Zeit (2022)

### Emigrate
- Emigrate (2007)
- Silent So Long (2014)
- A Million Degrees (2018)
- The Persistence of Memory (2021)

### First Arsch
- Saddle Up (1992)

- Datos: Q77040
- Multimedia: Richard Z. Kruspe / Q77040